# Cryptus caesitius
Cryptus caesitius är en stekelart som beskrevs av Kokujev 1909. Cryptus caesitius ingår i släktet Cryptus och familjen brokparasitsteklar. Inga underarter finns listade i Catalogue of Life.